# Сінтя-Маре (комуна)
Сінтя-Маре (рум. Sintea Mare) — комуна у повіті Арад в Румунії. До складу комуни входять такі села (дані про населення за 2002 рік):
- Адя (1019 осіб)
- Сінтя-Маре (1247 осіб) — адміністративний центр комуни
- Ципар (1403 особи)

Комуна розташована на відстані 419 км на північний захід від Бухареста, 45 км на північний схід від Арада, 89 км на північ від Тімішоари.

## Населення
За даними перепису населення 2002 року у комуні проживали 3669 осіб.
Національний склад населення комуни:
| Національність | Кількість осіб | Відсоток |
| -------------- | -------------- | -------- |
| румуни         | 1836           | 50,0%    |
| угорці         | 1386           | 37,8%    |
| словаки        | 246            | 6,7%     |
| цигани         | 139            | 3,8%     |
| німці          | 58             | 1,6%     |
| серби          | 1              | < 0,1%   |
| євреї          | 1              | < 0,1%   |

Рідною мовою назвали:
| Мова      | Кількість осіб | Відсоток |
| --------- | -------------- | -------- |
| румунська | 1842           | 50,2%    |
| угорська  | 1509           | 41,1%    |
| словацька | 248            | 6,8%     |
| німецька  | 52             | 1,4%     |
| циганська | 16             | 0,4%     |
| турецька  | 2              | 0,1%     |

Склад населення комуни за віросповіданням:
| Релігія                                       | Кількість осіб | Відсоток |
| --------------------------------------------- | -------------- | -------- |
| православні                                   | 1297           | 35,4%    |
| римо-католики                                 | 967            | 26,4%    |
| реформати                                     | 773            | 21,1%    |
| греко-католики                                | 402            | 11,0%    |
| адвентисти                                    | 66             | 1,8%     |
| баптисти                                      | 58             | 1,6%     |
| лютерани (Синодально-пресвітеріанська церква) | 45             | 1,2%     |
| п'ятдесятники                                 | 25             | 0,7%     |
| унітарії                                      | 7              | 0,2%     |
| не релігійні                                  | 5              | 0,1%     |
| мусульмани                                    | 2              | 0,1%     |
| лютерани                                      | 2              | 0,1%     |
| лютерани (Аугсбурзького сповідання)           | 2              | 0,1%     |
| не вказали релігію                            | 3              | 0,1%     |